# Interval (matematika)
U matematici intervalom nazivamo skup (najčešće) realnih brojeva, koji se nalaze između dva poznata broja, ta dva broja se nazivaju granice intervala. Npr. interval {\displaystyle (5,8)} (ponekad i {\displaystyle \langle 5,8\rangle }) opisuje skup realnih brojeva između 5 i 8, bez tih brojeva. Dok pak zatvoreni interval (segment) {\displaystyle [5,8]} označava skup realnih brojeva između 5 i 8, uključujući 5 i 8.
U apstraktnoj matematici interval je definiran kao podskup S nekog linearno uređenoga skupa T, za koji vrijedi, bilo koje x, y ∈ S a x < z < y, te z ∈ S.
Naravno, interval može pripadati samo jednom ili uniji više skupova brojeva.

## Vrste intervala
Intervali realnih brojeva mogu imati jedan od sljedećih oblika (a, b su realni brojevi, gdje a < b):
1. (a,b) = { x | a < x < b }
2. [a,b] = { x | a ≤ x ≤ b }
3. [a,b) = { x | a ≤ x < b }
4. (a,b] = { x | a < x ≤ b }
5. (a,∞) = { x | a < x }
6. [a,∞) = { x | a ≤ x }
7. (−∞,b) = { x | x < b }
8. (−∞,b) = { x | x ≤ b }
9. (−∞,∞) = R, cijeli skup realnih brojeva
10. {a} u slučaju [a,a]
11. Prazan skup u slučaju (a,a), npr. kada je lijeva granica intervala veća nego desna.

Intervali 1., 5., 7., 9. i 11. se zovu otvoreni intervali, intervali 2., 6., 8., 9., 10. i 11. su zatvoreni intervali (koji se također ponekad nazivaju segmenti). Intervali 3. i 4. se nekada nazivaju poluotvoreni ili poluzatvoreni ili s lijeva/s desna otvoreni/zatvoreni.

## Aritmetika intervala
Matematiku intervala je predstavio M. Warmus 1956. godine. Ta aritmetika daje definiciju operacijama nad intervalima tako da
A ⊕ B = { x | (∃y ∈ A) (∃z ∈ B) x = y ⊕ z }
Za osnovne računske operacije to znači:
{\displaystyle (a,b)+(c,d)=(a+c,b+d)}
{\displaystyle (a,b)-(c,d)=(a-d,b-c)}
{\displaystyle (a,b)\cdot (c,d)=(\min\{ac,ad,bc,bd\},\max\{ac,ad,bc,bd\})}
{\displaystyle (a,b):(c,d)=(\min\{a:c,a:d,b:c,b:d\},\max\{a:c,a:d,b:c,b:d\})}
Dijeljenje intervalom koji sadrži nulu nije definirano. Zbrajanje i množenje su komutativne, asocijativne i poddistributivne operacije (skup X(Y + Z) je podskup od XY + XZ).